# Шосе Аньянгуера
Шосе Аньянгуера (порт. Rodovia Anhangüera, офіційне позначення SP-330) — шосе в бразильському штаті Сан-Паулу, що з'єднує місто Сан-Паулу з межею штату Мінас-Жерайс. Це дуже завантажена магістраль, але також вважається однією з найкращих в країні. Шосе перетинає найбагатший район країни, що містить як її найбільш промислово розвинені міста, так найпродуктивніші сільськогосподарські угіддя.
| Бразилія | Це незавершена стаття з географії Бразилії. Ви можете допомогти проєкту, виправивши або дописавши її. |